# 스트롱 맨 (영화)
《스트롱 맨》(The Hitman)은 미국에서 제작된 애론 노리스 감독의 1991년 액션 영화이다. 척 노리스 등이 주연으로 출연하였고 돈 카모디 등이 제작에 참여하였다.
이 영화는 박스 오피스에서는 성공하였으나 비평가들로부터는 엇갈린 평가를 받았다.

## 출연

### 주연
- 척 노리스
- 마이클 팍스
- 알 왁스먼

### 조연
- 알버타 왓슨
- 살림 그랜트
- 켄 포그
- 마르셀 사부린
- 브루노 게루시
- 프랭크 페루치

## 기타
- 미술: 더글라스 히긴스